# Tambor mayor

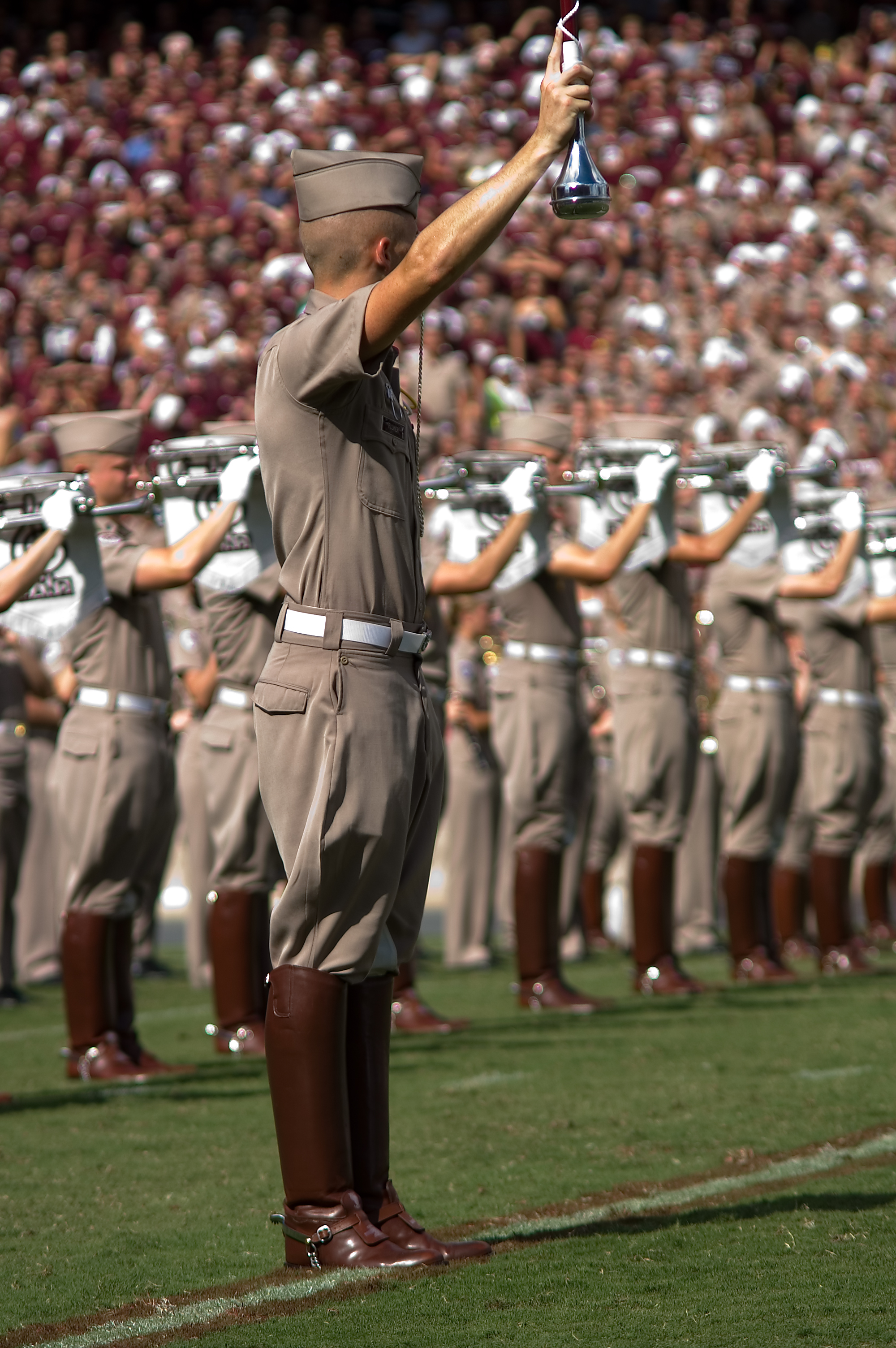
Tambor Mayor

Se llama tambor mayor al jefe de la banda de tambores y cornetas de un regimiento de infantería. Está revestido de la graduación de sargento primero. 
Antes había la costumbre de vestir al tambor mayor con un lujo brillante, que a veces degeneraba en ridículo por la profusión de adornos de oro y plata que cubrían su uniforme. Si a esto se agrega la elevada estatura del individuo, sus maneras y movimientos exagerados que llamaban la atención de los muchachos, más bien parecía un payaso que un soldado. El vestuario del tambor mayor en el siglo XIX, si bien era notable, conservaba la severidad y sencillez del uniforme militar y sus principales distintivos eran una banda muy ancha de terciopelo galoneada en las orillas con franjas de oro o plata y un grueso bastón de caña con un gran puño de plata en forma de globo. 
En las unidades militares españolas, este empleo fue creado por Felipe V en su ordenanza de 1704.